# Malaysia — Prohibition of Imports of Polyethylene and Polypropylene
Malaysia – Prohibition of Imports of Polyethylene and Polypropylene ist der erste Fall im Streitbeilegungssystem der Welthandelsorganisation. Er hat die Kennziffer DS1.

## Streitfall
Malaysia erließ 1994 die Malysian Custums (Prohibtion of Imports) (Amendments) (No.5) Order 1994, welche es verbot, Polyethylen und Polypropylen einzuführen. Am 10. Januar 1995 beantragte Singapur Beratungen mit Malaysia über das Importverbot. Am 13. Januar 1995, nur 12 Tage nach Inkrafttreten des Marrakesch-Abkommens und Gründung der Welthandelsorganisation, reichte Singapur die Anfrage für eine Streitbeilegung unter dem Dispute Settlement Understanding ein. Singapur führte an, dass Malaysia die Obligationen unter dem Allgemeinen Zoll- und Handelsabkommen (GATT 1994) missachten würde. Es zitierte in der Anfrage für Streitbeilegung Art X, XI und XVIIII GATT 1994 und Art. 3 des Import Licensing Agreement. Malaysia widersprach dem Vorwurf der Verletzungen von Welthandelsrecht. Singapur beantragte einige Wochen später 16. März 1995 die Einrichtung eines Panel. Die zitierten Artikel in dieser Anfrage blieben gleich.
Beide Staaten kamen jedoch später zu einer einvernehmlichen Lösung, worüber die Staaten am 23. März 1995 berichteten. Der Dispute Settlement Body verschob daraufhin am 29. März 1995 in seiner Sitzung die Entscheidung über den Antrag Singapurs über die Einrichtung. Bei der nächsten Sitzung am 10. April beantragte Singapur nicht noch einmal die Einrichtung eines Panels, zog den Protest jedoch auch noch nicht zurück. Erst bei einer Sitzung des Dispute Settlement Body am 19. Juli 1995 gab Singapur bekannt, dass es den Antrag zurückzieht. Diese vollständige Rücknahme des Streites war notwendig, da Singapur bereits den Antrag auf Einrichtung eines Panels gestellt hatte.
Es war der bisher einzige Fall in dem Malaysia als Respondent im WTO-System auftrat. Auch wird es als außergewöhnlich betrachtet, dass die ersten Staaten, die um Streitbeilegung vor dem Dispute Settlement Body gebeten haben, der ASEAN Organisation angehören, die keine institutionalisierte Streitbeilegung kannte. DS1 ist insgesamt nur einer von neun Fällen, die im Einvernehmen beider Staaten und nicht durch Schiedsspruch beendet worden sind.